# Lewis Brook
Lewis Brook (27 tháng 7 năm 1918 – 1996) là một cầu thủ bóng đá thi đấu ở vị trí hậu vệ cho Halifax Town, Huddersfield Town & Oldham Athletic. Ông lớn lên ở Northowram, gần Halifax tại West Riding of Yorkshire.